# Rebecca More
Rebecca More (Heathrow, Hillingdon; 7 de agosto de 1980) es una actriz pornográfica y modelo erótica británica.

## Carrera
Nació en el suburbio de Heathrow, muy cerca del aeropuerto homónimo de Londres, perteneciente al municipio de Hillingdon, incluido en el área del Gran Londres. Antes de trabajar en la industria del entretenimiento para adultos, More obtuvo una licenciatura en Derecho por la Universidad de West London. Trabajó brevemente para el Citizens Advice Bureau, organización especializada en información confidencial y asesoramiento a personas con problemas legales.
Debutó en la industria pornográfica en el año 2010, cuando contaba 30 años. Llegó a rodar producciones para estudios europeos y estadounidenses, como Marc Dorcel, Harmony, Brazzers, Television X, Girlfriends Films, MET Art, Pulse Distribution, Bangbros, Private, Digital Playground, DDF, Joy Bear o UK Porn Kings entre otros.
More se convirtió en famosa en octubre de 2018 cuando junto a su compañera artística, la también actriz pornográfica Sophie Anderson, fallecida en 2023, publicó un vídeo que acabó volviéndose viral. La pareja, autodenominada "The Cock Destroyers", acabó convirtiéndose en meme y, posteriormente, pasó a ser considerada un ícono LGBT. Los clips de audio de More y Anderson se incluyeron en el remix de King Princess "cock destroyer", lanzado el 4 de marzo de 2019 a través de SoundCloud.
En 2020, More y Anderson comenzaron a aparecer en Slag Wars: The Next Destroyer, una serie de reality-show en el que se buscaba quién podía llegar a ser llamada "The Next Cock Destroyer". En 2021, More y Anderson se alejaron personal y profesionalmente, resultando en una pausa indefinida de las "Cock Destroyers".
En el apartado de premios, More llegó a estar nominada en la edición europea de los Premios XBIZ en la categoría de Mejor escena de sexo - glamcore, junto a Lutro, por Malice Before Daylight.
Se mantuvo apartada de la industria en 2020, a raíz de la pandemia de coronavirus, volviendo a finales del mismo año. Ha rodado más de 200 películas como actriz.
Algunas cintas suyas fueron A 40 Year Old Widow, Ball Control, Decadent Divas, Fallen Angelz, Girls Behaving Badly, Lustful Housewives, Married Woman, Psycho Sex, Queen Of Thrones, Sharing With Stepmom 3, Toy Stories o UK Hottest MILFs 2.

## Premios y nominaciones
| Año  | Ceremonia           | Resultado | Premio                          | Trabajo                |
| ---- | ------------------- | --------- | ------------------------------- | ---------------------- |
| 2018 | Premios XBIZ Europa | Nominada  | Mejor escena de sexo - glamcore | Malice Before Daylight |